# Campeonato de Fútbol de Costa Rica 1985
La temporada 1985 de la Liga Superior fue la 66.ª edición de la máxima categoría del sistema de Ligas costarricenses de fútbol. Se disputó desde el 27 de marzo de 1985 y concluyó el 26 de marzo de 1986.
El equipo Herediano se proclamó campeón al ganar la gran final ante Alajuelense.

## Sistema de competición
La temporada de la Liga Superior estuvo conformada en tres partes:
- Fase de clasificación: Se integró por las 36 jornadas del certamen.
- Fase pentagonal: Se integró por un grupo con los cinco mejores equipos.
- Gran final: Disputaron la serie el líder de la clasificación y el líder de la pentagonal.

### Fase de clasificación
En la fase de clasificación se observó el sistema de puntos. La ubicación en la tabla general, estuvo sujeta a lo siguiente:
- Por juego ganado se otorgaron dos puntos.
- Por juego empatado se otorgó un punto.
- Por juego perdido no se otorgaron puntos.

En esta fase participaron los 10 clubes de la Liga Superior jugando todos contra todos durante las 36 jornadas respectivas a lo largo de la temporada, a visita recíproca durante cuatro vueltas.
El orden de los clubes al final de la fase de clasificación del torneo correspondió a la suma de los puntos obtenidos por cada uno de ellos y se presentó en forma descendente. Si al finalizar las 36 jornadas del torneo, dos o más clubes estuviesen empatados en puntos, su posición en la tabla general fue determinada atendiendo a los siguientes criterios de desempate:
1. Mayor diferencia positiva general de goles. Este resultado se obtiene mediante la sumatoria de los goles anotados a todos los rivales, en cada campeonato menos los goles recibidos de estos.
2. Mayor cantidad de goles a favor, anotados a todos los rivales dentro de la misma competencia.
3. Mejor puntuación particular que hayan conseguido en las confrontaciones particulares entre ellos mismos.
4. Mayor diferencia positiva particular de goles, la cual se obtiene sumando los goles de los equipos empatados y restándole los goles recibidos.
5. Mayor cantidad de goles a favor que hayan conseguido en las confrontaciones entre ellos mismos.
6. Como última alternativa, el ente organizador realizaría un sorteo para el desempate.

El último equipo clasificado sería reemplazado por el campeón de la segunda categoría para la siguiente campaña.

### Fase pentagonal
Al término de las 36 jornadas de la fase anterior, los cinco mejores equipos ubicados según su grupo disputan una pentagonal, y el equipo que obtuvo el primer lugar de la clasificación general se asegura un puesto en la gran final de manera automática. Si este repite su condición de líder, se corona campeón, de lo contrario si otro club consigue el primer lugar de esta segunda fase, se extiende el campeonato a una serie final. En total se desarrollaron 10 fechas de visita recíproca con un equipo libre en cada jornada.

### Gran final
Se disputó entre el líder de la etapa de clasificación y el líder de la pentagonal a dos partidos para definir un campeón.
Los dos equipos mejores posicionados del campeonato fueron representantes de Costa Rica para el Torneo Centroamericano 1987.

## Información de los equipos
Tomaron parte en el torneo diez clubes, teniendo como ascendido el equipo de Curridabat.
| Equipo          | Entrenador         | Ciudad     | Estadio           |
| --------------- | ------------------ | ---------- | ----------------- |
| Alajuelense     | Carlos Watson      | Alajuela   | Morera Soto       |
| Cartaginés      | Juan José Gámez    | Cartago    | "Fello" Meza      |
| Curridabat      | Giovanni Rodríguez | Curridabat | "Colleya" Fonseca |
| Herediano       | Odir Jacques       | Heredia    | Rosabal Cordero   |
| Limonense       | Howard Rooper      | Limón      | Juan Gobán        |
| Puntarenas      | Leroy Lewis        | Puntarenas | "Lito" Pérez      |
| Ramonense       | Antonio Damasceno  | San Ramón  | Guillermo Vargas  |
| Sagrada Familia | Gilbert Ledezma    | San José   | Nacional          |
| San Carlos      | Theodorus Cremmers | Quesada    | Carlos Ugalde     |
| Saprissa        | Marvin Rodríguez   | Tibás      | Ricardo Saprissa  |

### Relevo de plazas
| Descendido a Liga Mayor |
| ----------------------- |
| Municipal San José      |

| Ascendido de Liga Mayor |
| ----------------------- |
| Municipal Curridabat    |

## Fase de clasificación

### Tabla de posiciones
| Pos. | Equipo                | Pts. | PJ | G  | E  | P  | GF | GC | Dif. | Notas                     |
| ---- | --------------------- | ---- | -- | -- | -- | -- | -- | -- | ---- | ------------------------- |
| 1    | L. D. Alajuelense     | 52   | 36 | 24 | 4  | 8  | 71 | 31 | +40  | Clasifica a la gran final |
| 2    | Deportivo Saprissa    | 48   | 36 | 19 | 10 | 7  | 53 | 27 | +26  | Clasifica a la pentagonal |
| 3    | Municipal Puntarenas  | 44   | 36 | 16 | 12 | 8  | 46 | 27 | +19  | Clasifica a la pentagonal |
| 4    | C. S. Cartaginés      | 40   | 36 | 15 | 10 | 11 | 45 | 36 | +9   | Clasifica a la pentagonal |
| 5    | C. S. Herediano       | 39   | 36 | 16 | 7  | 13 | 37 | 33 | +4   | Clasifica a la pentagonal |
| 6    | A. D. Sagrada Familia | 32   | 36 | 9  | 14 | 13 | 27 | 39 | −12  |                           |
| 7    | A. D. San Carlos      | 32   | 36 | 12 | 8  | 16 | 26 | 32 | −6   |                           |
| 8    | A. D. Ramonense       | 29   | 36 | 9  | 11 | 16 | 31 | 54 | −23  |                           |
| 9    | A. D. Limonense       | 27   | 36 | 8  | 11 | 17 | 24 | 38 | −14  |                           |
| 10   | Municipal Curridabat  | 17   | 36 | 3  | 11 | 22 | 23 | 66 | −43  | Descenso de categoría     |

 Fuente: La República
Criterios de clasificación: Puntos · Diferencia de goles · Goles a favor

## Resultados
| Jornada 1         | Jornada 1 | Jornada 1       | Jornada 1        | Jornada 1   | Jornada 1 |
| Local             | Resultado | Visitante       | Estadio          | Fecha       |           |
| ----------------- | --------- | --------------- | ---------------- | ----------- | --------- |
| Alajuelense       | 2 - 1     | Cartaginés      | Morera Soto      | 27 de marzo |           |
| Curridabat        | 1 - 1     | Sagrada Familia | Colleya Fonseca  | 31 de marzo |           |
| Saprissa          | 0 - 0     | Puntarenas      | Ricardo Saprissa | 31 de marzo |           |
| Herediano         | 2 - 1     | Ramonense       | Rosabal Cordero  | 31 de marzo |           |
| Limonense         | 0 - 0     | San Carlos      | Juan Gobán       | 31 de marzo |           |
| Total de goles: 8 |           |                 |                  |             |           |

| Jornada 2         | Jornada 2 | Jornada 2   | Jornada 2        | Jornada 2  | Jornada 2 |
| Local             | Resultado | Visitante   | Estadio          | Fecha      |           |
| ----------------- | --------- | ----------- | ---------------- | ---------- | --------- |
| Sagrada Familia   | 1 - 0     | Alajuelense | Nacional         | 2 de abril |           |
| Cartaginés        | 1 - 0     | Saprissa    | Fello Meza       | 7 de abril |           |
| Puntarenas        | 0 - 0     | Limonense   | Lito Pérez       | 7 de abril |           |
| San Carlos        | 0 - 1     | Herediano   | Carlos Ugalde    | 7 de abril |           |
| Ramonense         | 2 - 0     | Curridabat  | Guillermo Vargas | 7 de abril |           |
| Total de goles: 5 |           |             |                  |            |           |

| Jornada 3          | Jornada 3 | Jornada 3  | Jornada 3       | Jornada 3   | Jornada 3 |
| Local              | Resultado | Visitante  | Estadio         | Fecha       |           |
| ------------------ | --------- | ---------- | --------------- | ----------- | --------- |
| Alajuelense        | 2 - 0     | Saprissa   | Morera Soto     | 10 de abril |           |
| Herediano          | 3 - 1     | Puntarenas | Rosabal Cordero | 11 de abril |           |
| Sagrada Familia    | 1 - 2     | Ramonense  | Nacional        | 11 de abril |           |
| Curridabat         | 2 - 0     | San Carlos | Colleya Fonseca | 11 de abril |           |
| Limonense          | 3 - 0     | Cartaginés | Juan Gobán      | 11 de abril |           |
| Total de goles: 14 |           |            |                 |             |           |

| Jornada 4          | Jornada 4 | Jornada 4       | Jornada 4        | Jornada 4   | Jornada 4 |
| Local              | Resultado | Visitante       | Estadio          | Fecha       |           |
| ------------------ | --------- | --------------- | ---------------- | ----------- | --------- |
| Cartaginés         | 1 - 0     | Herediano       | Fello Meza       | 14 de abril |           |
| Saprissa           | 0 - 2     | Limonense       | Ricardo Saprissa | 14 de abril |           |
| Ramonense          | 1 - 5     | Alajuelense     | Guillermo Vargas | 14 de abril |           |
| Puntarenas         | 2 - 0     | Curridabat      | Lito Pérez       | 14 de abril |           |
| San Carlos         | 0 - 1     | Sagrada Familia | Carlos Ugalde    | 14 de abril |           |
| Total de goles: 12 |           |                 |                  |             |           |

| Jornada 5          | Jornada 5 | Jornada 5  | Jornada 5        | Jornada 5 | Jornada 5 |
| Local              | Resultado | Visitante  | Estadio          | Fecha     |           |
| ------------------ | --------- | ---------- | ---------------- | --------- | --------- |
| Alajuelense        | 2 - 0     | Limonense  | Morera Soto      | 1 de mayo |           |
| Herediano          | 1 - 2     | Saprissa   | Rosabal Cordero  | 1 de mayo |           |
| Ramonense          | 1 - 1     | San Carlos | Guillermo Vargas | 1 de mayo |           |
| Sagrada Familia    | 0 - 2     | Puntarenas | Nacional         | 1 de mayo |           |
| Curridabat         | 1 - 2     | Cartaginés | Colleya Fonseca  | 1 de mayo |           |
| Total de goles: 12 |           |            |                  |           |           |

| Jornada 6          | Jornada 6 | Jornada 6       | Jornada 6        | Jornada 6 | Jornada 6 |
| Local              | Resultado | Visitante       | Estadio          | Fecha     |           |
| ------------------ | --------- | --------------- | ---------------- | --------- | --------- |
| San Carlos         | 0 - 1     | Alajuelense     | Carlos Ugalde    | 5 de mayo |           |
| Saprissa           | 2 - 0     | Curridabat      | Ricardo Saprissa | 5 de mayo |           |
| Limonense          | 0 - 1     | Herediano       | Juan Gobán       | 5 de mayo |           |
| Puntarenas         | 4 - 0     | Ramonense       | Lito Pérez       | 5 de mayo |           |
| Cartaginés         | 2 - 1     | Sagrada Familia | Fello Meza       | 5 de mayo |           |
| Total de goles: 11 |           |                 |                  |           |           |

| Jornada 7         | Jornada 7 | Jornada 7  | Jornada 7        | Jornada 7  | Jornada 7 |
| Local             | Resultado | Visitante  | Estadio          | Fecha      |           |
| ----------------- | --------- | ---------- | ---------------- | ---------- | --------- |
| Alajuelense       | 2 - 1     | Herediano  | Morera Soto      | 12 de mayo |           |
| Sagrada Familia   | 0 - 1     | Saprissa   | Nacional         | 12 de mayo |           |
| San Carlos        | 1 - 0     | Puntarenas | Carlos Ugalde    | 12 de mayo |           |
| Curridabat        | 0 - 0     | Limonense  | Colleya Fonseca  | 12 de mayo |           |
| Ramonense         | 3 - 1     | Cartaginés | Guillermo Vargas | 12 de mayo |           |
| Total de goles: 9 |           |            |                  |            |           |

| Jornada 8          | Jornada 8 | Jornada 8       | Jornada 8        | Jornada 8  | Jornada 8 |
| Local              | Resultado | Visitante       | Estadio          | Fecha      |           |
| ------------------ | --------- | --------------- | ---------------- | ---------- | --------- |
| Saprissa           | 2 - 1     | Ramonense       | Ricardo Saprissa | 9 de junio |           |
| Alajuelense        | 2 - 1     | Puntarenas      | Morera Soto      | 9 de junio |           |
| Herediano          | 2 - 1     | Curridabat      | Rosabal Cordero  | 9 de junio |           |
| Limonense          | 1 - 0     | Sagrada Familia | Juan Gobán       | 9 de junio |           |
| Cartaginés         | 1 - 0     | San Carlos      | Fello Meza       | 9 de junio |           |
| Total de goles: 11 |           |                 |                  |            |           |

| Jornada 9          | Jornada 9 | Jornada 9   | Jornada 9        | Jornada 9   | Jornada 9 |
| Local              | Resultado | Visitante   | Estadio          | Fecha       |           |
| ------------------ | --------- | ----------- | ---------------- | ----------- | --------- |
| San Carlos         | 1 - 1     | Saprissa    | Carlos Ugalde    | 16 de junio |           |
| Sagrada Familia    | 2 - 2     | Herediano   | Nacional         | 16 de junio |           |
| Curridabat         | 1 - 3     | Alajuelense | Colleya Fonseca  | 16 de junio |           |
| Ramonense          | 1 - 0     | Limonense   | Guillermo Vargas | 16 de junio |           |
| Puntarenas         | 1 - 1     | Cartaginés  | Lito Pérez       | 16 de junio |           |
| Total de goles: 13 |           |             |                  |             |           |

| Jornada 10         | Jornada 10 | Jornada 10  | Jornada 10       | Jornada 10  | Jornada 10 |
| Local              | Resultado  | Visitante   | Estadio          | Fecha       |            |
| ------------------ | ---------- | ----------- | ---------------- | ----------- | ---------- |
| Cartaginés         | 2 - 3      | Alajuelense | Fello Meza       | 23 de junio |            |
| Sagrada Familia    | 1 - 0      | Curridabat  | Nacional         | 23 de junio |            |
| Puntarenas         | 1 - 0      | Saprissa    | Lito Pérez       | 23 de junio |            |
| Ramonense          | 2 - 0      | Herediano   | Guillermo Vargas | 23 de junio |            |
| San Carlos         | 3 - 1      | Limonense   | Carlos Ugalde    | 23 de junio |            |
| Total de goles: 13 |            |             |                  |             |            |

| Jornada 11        | Jornada 11 | Jornada 11      | Jornada 11       | Jornada 11       | Jornada 11 |
| Local             | Resultado  | Visitante       | Estadio          | Fecha            |            |
| ----------------- | ---------- | --------------- | ---------------- | ---------------- | ---------- |
| Alajuelense       | 3 - 0      | Sagrada Familia | Morera Soto      | 30 de junio      |            |
| Curridabat        | 1 - 1      | Ramonense       | Colleya Fonseca  | 30 de junio      |            |
| Limonense         | 0 - 0      | Puntarenas      | Juan Gobán       | 30 de junio      |            |
| Herediano         | 2 - 1      | San Carlos      | Rosabal Cordero  | 30 de junio      |            |
| Saprissa          | 1 - 0      | Cartaginés      | Ricardo Saprissa | 11 de septiembre |            |
| Total de goles: 9 |            |                 |                  |                  |            |

| Jornada 12        | Jornada 12 | Jornada 12      | Jornada 12       | Jornada 12 | Jornada 12 |
| Local             | Resultado  | Visitante       | Estadio          | Fecha      |            |
| ----------------- | ---------- | --------------- | ---------------- | ---------- | ---------- |
| Puntarenas        | 3 - 1      | Herediano       | Lito Pérez       | 7 de julio |            |
| Ramonense         | 0 - 0      | Sagrada Familia | Guillermo Vargas | 7 de julio |            |
| San Carlos        | 0 - 0      | Curridabat      | Carlos Ugalde    | 7 de julio |            |
| Cartaginés        | 2 - 0      | Limonense       | Fello Meza       | 7 de julio |            |
| Saprissa          | 1 - 1      | Alajuelense     | Ricardo Saprissa | 7 de julio |            |
| Total de goles: 8 |            |                 |                  |            |            |

| Jornada 13         | Jornada 13 | Jornada 13 | Jornada 13      | Jornada 13  | Jornada 13 |
| Local              | Resultado  | Visitante  | Estadio         | Fecha       |            |
| ------------------ | ---------- | ---------- | --------------- | ----------- | ---------- |
| Herediano          | 0 - 1      | Cartaginés | Rosabal Cordero | 14 de julio |            |
| Limonense          | 2 - 1      | Saprissa   | Juan Gobán      | 14 de julio |            |
| Alajuelense        | 7 - 1      | Ramonense  | Morera Soto     | 14 de julio |            |
| Curridabat         | 1 - 1      | Puntarenas | Colleya Fonseca | 14 de julio |            |
| Sagrada Familia    | 0 - 2      | San Carlos | Nacional        | 14 de julio |            |
| Total de goles: 16 |            |            |                 |             |            |

| Jornada 14         | Jornada 14 | Jornada 14      | Jornada 14       | Jornada 14  | Jornada 14 |
| Local              | Resultado  | Visitante       | Estadio          | Fecha       |            |
| ------------------ | ---------- | --------------- | ---------------- | ----------- | ---------- |
| Limonense          | 1 - 2      | Alajuelense     | Juan Gobán       | 21 de julio |            |
| Saprissa           | 2 - 2      | Herediano       | Ricardo Saprissa | 21 de julio |            |
| San Carlos         | 0 - 0      | Ramonense       | Carlos Ugalde    | 21 de julio |            |
| Puntarenas         | 1 - 0      | Sagrada Familia | Lito Pérez       | 21 de julio |            |
| Cartaginés         | 1 - 1      | Curridabat      | Fello Meza       | 21 de julio |            |
| Total de goles: 10 |            |                 |                  |             |            |

| Jornada 15         | Jornada 15 | Jornada 15 | Jornada 15       | Jornada 15  | Jornada 15 |
| Local              | Resultado  | Visitante  | Estadio          | Fecha       |            |
| ------------------ | ---------- | ---------- | ---------------- | ----------- | ---------- |
| Alajuelense        | 2 - 0      | San Carlos | Morera Soto      | 25 de julio |            |
| Curridabat         | 1 - 2      | Saprissa   | Colleya Fonseca  | 25 de julio |            |
| Herediano          | 2 - 0      | Limonense  | Rosabal Cordero  | 25 de julio |            |
| Ramonense          | 1 - 0      | Puntarenas | Guillermo Vargas | 25 de julio |            |
| Sagrada Familia    | 1 - 1      | Cartaginés | Nacional         | 25 de julio |            |
| Total de goles: 10 |            |            |                  |             |            |

| Jornada 16        | Jornada 16 | Jornada 16      | Jornada 16       | Jornada 16       | Jornada 16 |
| Local             | Resultado  | Visitante       | Estadio          | Fecha            |            |
| ----------------- | ---------- | --------------- | ---------------- | ---------------- | ---------- |
| Herediano         | 0 - 0      | Alajuelense     | Rosabal Cordero  | 26 de junio      |            |
| Saprissa          | 3 - 0      | Sagrada Familia | Ricardo Saprissa | 15 de septiembre |            |
| Puntarenas        | 2 - 2      | San Carlos      | Lito Pérez       | 15 de septiembre |            |
| Limonense         | 0 - 0      | Curridabat      | Ebal Rodríguez   | 15 de septiembre |            |
| Cartaginés        | 2 - 0      | Ramonense       | Fello Meza       | 15 de septiembre |            |
| Total de goles: 9 |            |                 |                  |                  |            |

| Jornada 17         | Jornada 17 | Jornada 17  | Jornada 17       | Jornada 17  | Jornada 17 |
| Local              | Resultado  | Visitante   | Estadio          | Fecha       |            |
| ------------------ | ---------- | ----------- | ---------------- | ----------- | ---------- |
| Ramonense          | 0 - 2      | Saprissa    | Guillermo Vargas | 28 de julio |            |
| Puntarenas         | 3 - 2      | Alajuelense | Lito Pérez       | 28 de julio |            |
| Curridabat         | 0 - 3      | Herediano   | Colleya Fonseca  | 28 de julio |            |
| Sagrada Familia    | 1 - 0      | Limonense   | Nacional         | 28 de julio |            |
| San Carlos         | 0 - 1      | Cartaginés  | Carlos Ugalde    | 28 de julio |            |
| Total de goles: 12 |            |             |                  |             |            |

| Jornada 18         | Jornada 18 | Jornada 18      | Jornada 18       | Jornada 18       | Jornada 18 |
| Local              | Resultado  | Visitante       | Estadio          | Fecha            |            |
| ------------------ | ---------- | --------------- | ---------------- | ---------------- | ---------- |
| Herediano          | 1 - 3      | Sagrada Familia | Rosabal Cordero  | 4 de agosto      |            |
| Saprissa           | 0 - 0      | San Carlos      | Ricardo Saprissa | 22 de septiembre |            |
| Alajuelense        | 5 - 1      | Curridabat      | Morera Soto      | 22 de septiembre |            |
| Limonense          | 0 - 0      | Ramonense       | Juan Gobán       | 22 de septiembre |            |
| Cartaginés         | 1 - 0      | Puntarenas      | Fello Meza       | 22 de septiembre |            |
| Total de goles: 11 |            |                 |                  |                  |            |

| Jornada 19        | Jornada 19 | Jornada 19      | Jornada 19       | Jornada 19       | Jornada 19 |
| Local             | Resultado  | Visitante       | Estadio          | Fecha            |            |
| ----------------- | ---------- | --------------- | ---------------- | ---------------- | ---------- |
| Alajuelense       | 0 - 1      | Cartaginés      | Morera Soto      | 29 de septiembre |            |
| Curridabat        | 0 - 1      | Sagrada Familia | Colleya Fonseca  | 29 de septiembre |            |
| Saprissa          | 1 - 1      | Puntarenas      | Ricardo Saprissa | 29 de septiembre |            |
| Herediano         | 1 - 1      | Ramonense       | Rosabal Cordero  | 29 de septiembre |            |
| Limonense         | 0 - 0      | San Carlos      | Juan Gobán       | 29 de septiembre |            |
| Total de goles: 6 |            |                 |                  |                  |            |

| Jornada 20         | Jornada 20 | Jornada 20  | Jornada 20       | Jornada 20   | Jornada 20 |
| Local              | Resultado  | Visitante   | Estadio          | Fecha        |            |
| ------------------ | ---------- | ----------- | ---------------- | ------------ | ---------- |
| Sagrada Familia    | 0 - 3      | Alajuelense | Morera Soto      | 6 de octubre |            |
| Cartaginés         | 2 - 0      | Saprissa    | Fello Meza       | 6 de octubre |            |
| Puntarenas         | 1 - 1      | Limonense   | Lito Pérez       | 6 de octubre |            |
| San Carlos         | 1 - 1      | Herediano   | Carlos Ugalde    | 6 de octubre |            |
| Ramonense          | 1 - 1      | Curridabat  | Guillermo Vargas | 6 de octubre |            |
| Total de goles: 11 |            |             |                  |              |            |

| Jornada 21         | Jornada 21 | Jornada 21 | Jornada 21      | Jornada 21    | Jornada 21 |
| Local              | Resultado  | Visitante  | Estadio         | Fecha         |            |
| ------------------ | ---------- | ---------- | --------------- | ------------- | ---------- |
| Limonense          | 1 - 1      | Cartaginés | Juan Gobán      | 12 de octubre |            |
| Herediano          | 1 - 0      | Puntarenas | Rosabal Cordero | 13 de octubre |            |
| Sagrada Familia    | 2 - 2      | Ramonense  | Nacional        | 13 de octubre |            |
| Curridabat         | 2 - 0      | San Carlos | Colleya Fonseca | 13 de octubre |            |
| Alajuelense        | 1 - 1      | Saprissa   | Morera Soto     | 13 de octubre |            |
| Total de goles: 11 |            |            |                 |               |            |

| Jornada 22        | Jornada 22 | Jornada 22      | Jornada 22       | Jornada 22    | Jornada 22 |
| Local             | Resultado  | Visitante       | Estadio          | Fecha         |            |
| ----------------- | ---------- | --------------- | ---------------- | ------------- | ---------- |
| Cartaginés        | 0 - 1      | Herediano       | Fello Meza       | 20 de octubre |            |
| Saprissa          | 1 - 2      | Limonense       | Ricardo Saprissa | 20 de octubre |            |
| Ramonense         | 0 - 0      | Alajuelense     | Guillermo Vargas | 20 de octubre |            |
| Puntarenas        | 2 - 0      | Curridabat      | Lito Pérez       | 20 de octubre |            |
| San Carlos        | 0 - 0      | Sagrada Familia | Carlos Ugalde    | 20 de octubre |            |
| Total de goles: 6 |            |                 |                  |               |            |

| Jornada 23        | Jornada 23 | Jornada 23 | Jornada 23       | Jornada 23    | Jornada 23 |
| Local             | Resultado  | Visitante  | Estadio          | Fecha         |            |
| ----------------- | ---------- | ---------- | ---------------- | ------------- | ---------- |
| Alajuelense       | 2 - 1      | Limonense  | Morera Soto      | 27 de octubre |            |
| Herediano         | 0 - 1      | Saprissa   | Rosabal Cordero  | 27 de octubre |            |
| Ramonense         | 1 - 0      | San Carlos | Guillermo Vargas | 27 de octubre |            |
| Sagrada Familia   | 1 - 0      | Puntarenas | Nacional         | 27 de octubre |            |
| Curridabat        | 0 - 0      | Cartaginés | Colleya Fonseca  | 27 de octubre |            |
| Total de goles: 6 |            |            |                  |               |            |

| Jornada 24         | Jornada 24 | Jornada 24      | Jornada 24       | Jornada 24     | Jornada 24 |
| Local              | Resultado  | Visitante       | Estadio          | Fecha          |            |
| ------------------ | ---------- | --------------- | ---------------- | -------------- | ---------- |
| San Carlos         | 1 - 0      | Alajuelense     | Carlos Ugalde    | 3 de noviembre |            |
| Saprissa           | 4 - 2      | Curridabat      | Ricardo Saprissa | 3 de noviembre |            |
| Limonense          | 1 - 0      | Herediano       | Juan Gobán       | 3 de noviembre |            |
| Puntarenas         | 1 - 0      | Ramonense       | Lito Pérez       | 3 de noviembre |            |
| Cartaginés         | 0 - 1      | Sagrada Familia | Fello Meza       | 3 de noviembre |            |
| Total de goles: 10 |            |                 |                  |                |            |

| Jornada 25         | Jornada 25 | Jornada 25 | Jornada 25       | Jornada 25      | Jornada 25 |
| Local              | Resultado  | Visitante  | Estadio          | Fecha           |            |
| ------------------ | ---------- | ---------- | ---------------- | --------------- | ---------- |
| Alajuelense        | 3 - 2      | Herediano  | Morera Soto      | 10 de noviembre |            |
| Sagrada Familia    | 1 - 2      | Saprissa   | Nacional         | 10 de noviembre |            |
| San Carlos         | 0 - 3      | Puntarenas | Carlos Ugalde    | 10 de noviembre |            |
| Curridabat         | 2 - 2      | Limonense  | Colleya Fonseca  | 10 de noviembre |            |
| Ramonense          | 2 - 2      | Cartaginés | Guillermo Vargas | 10 de noviembre |            |
| Total de goles: 19 |            |            |                  |                 |            |

| Jornada 26         | Jornada 26 | Jornada 26      | Jornada 26       | Jornada 26      | Jornada 26 |
| Local              | Resultado  | Visitante       | Estadio          | Fecha           |            |
| ------------------ | ---------- | --------------- | ---------------- | --------------- | ---------- |
| Saprissa           | 3 - 0      | Ramonense       | Ricardo Saprissa | 17 de noviembre |            |
| Alajuelense        | 2 - 0      | Puntarenas      | Morera Soto      | 17 de noviembre |            |
| Herediano          | 4 - 0      | Curridabat      | Rosabal Cordero  | 17 de noviembre |            |
| Limonense          | 0 - 1      | Sagrada Familia | Juan Gobán       | 17 de noviembre |            |
| Cartaginés         | 0 - 1      | San Carlos      | Fello Meza       | 17 de noviembre |            |
| Total de goles: 11 |            |                 |                  |                 |            |

| Jornada 27        | Jornada 27 | Jornada 27  | Jornada 27       | Jornada 27      | Jornada 27 |
| Local             | Resultado  | Visitante   | Estadio          | Fecha           |            |
| ----------------- | ---------- | ----------- | ---------------- | --------------- | ---------- |
| Sagrada Familia   | 0 - 2      | Herediano   | Nacional         | 22 de noviembre |            |
| San Carlos        | 0 - 1      | Saprissa    | Carlos Ugalde    | 24 de noviembre |            |
| Curridabat        | 0 - 2      | Alajuelense | Colleya Fonseca  | 24 de noviembre |            |
| Ramonense         | 2 - 0      | Limonense   | Guillermo Vargas | 24 de noviembre |            |
| Puntarenas        | 1 - 0      | Cartaginés  | Lito Pérez       | 24 de noviembre |            |
| Total de goles: 8 |            |             |                  |                 |            |

| Jornada 28        | Jornada 28 | Jornada 28  | Jornada 28       | Jornada 28      | Jornada 28 |
| Local             | Resultado  | Visitante   | Estadio          | Fecha           |            |
| ----------------- | ---------- | ----------- | ---------------- | --------------- | ---------- |
| Cartaginés        | 1 - 0      | Alajuelense | Fello Meza       | 1 de diciembre  |            |
| Puntarenas        | 1 - 1      | Saprissa    | Lito Pérez       | 1 de diciembre  |            |
| Ramonense         | 1 - 1      | Herediano   | Guillermo Vargas | 1 de diciembre  |            |
| San Carlos        | 1 - 1      | Limonense   | Carlos Ugalde    | 1 de diciembre  |            |
| Sagrada Familia   | 2 - 0      | Curridabat  | Nacional         | 18 de diciembre |            |
| Total de goles: 9 |            |             |                  |                 |            |

| Jornada 29        | Jornada 29 | Jornada 29      | Jornada 29       | Jornada 29     | Jornada 29 |
| Local             | Resultado  | Visitante       | Estadio          | Fecha          |            |
| ----------------- | ---------- | --------------- | ---------------- | -------------- | ---------- |
| Herediano         | 1 - 1      | San Carlos      | Rosabal Cordero  | 7 de diciembre |            |
| Saprissa          | 2 - 0      | Cartaginés      | Ricardo Saprissa | 8 de diciembre |            |
| Limonense         | 1 - 2      | Puntarenas      | Juan Gobán       | 8 de diciembre |            |
| Alajuelense       | 1 - 0      | Sagrada Familia | Morera Soto      | 8 de diciembre |            |
| Curridabat        | 1 - 0      | Ramonense       | Colleya Fonseca  | 8 de diciembre |            |
| Total de goles: 9 |            |                 |                  |                |            |

| Jornada 30        | Jornada 30 | Jornada 30      | Jornada 30       | Jornada 30      | Jornada 30 |
| Local             | Resultado  | Visitante       | Estadio          | Fecha           |            |
| ----------------- | ---------- | --------------- | ---------------- | --------------- | ---------- |
| Puntarenas        | 0 - 0      | Herediano       | Lito Pérez       | 15 de diciembre |            |
| Ramonense         | 0 - 1      | Sagrada Familia | Guillermo Vargas | 15 de diciembre |            |
| San Carlos        | 3 - 0      | Curridabat      | Carlos Ugalde    | 15 de diciembre |            |
| Cartaginés        | 1 - 0      | Limonense       | Fello Meza       | 15 de diciembre |            |
| Saprissa          | 1 - 0      | Alajuelense     | Ricardo Saprissa | 15 de diciembre |            |
| Total de goles: 6 |            |                 |                  |                 |            |

| Jornada 31         | Jornada 31 | Jornada 31 | Jornada 31      | Jornada 31      | Jornada 31 |
| Local              | Resultado  | Visitante  | Estadio         | Fecha           |            |
| ------------------ | ---------- | ---------- | --------------- | --------------- | ---------- |
| Herediano          | 2 - 1      | Cartaginés | Rosabal Cordero | 22 de diciembre |            |
| Limonense          | 0 - 3      | Saprissa   | Juan Gobán      | 22 de diciembre |            |
| Alajuelense        | 2 - 0      | Ramonense  | Morera Soto     | 22 de diciembre |            |
| Curridabat         | 1 - 1      | Puntarenas | Colleya Fonseca | 22 de diciembre |            |
| Sagrada Familia    | 2 - 2      | San Carlos | Nacional        | 22 de diciembre |            |
| Total de goles: 14 |            |            |                 |                 |            |

| Jornada 32         | Jornada 32 | Jornada 32      | Jornada 32       | Jornada 32      | Jornada 32 |
| Local              | Resultado  | Visitante       | Estadio          | Fecha           |            |
| ------------------ | ---------- | --------------- | ---------------- | --------------- | ---------- |
| Puntarenas         | 1 - 0      | Sagrada Familia | Lito Pérez       | 28 de diciembre |            |
| San Carlos         | 1 - 0      | Ramonense       | Carlos Ugalde    | 28 de diciembre |            |
| Saprissa           | 0 - 0      | Herediano       | Ricardo Saprissa | 29 de diciembre |            |
| Limonense          | 0 - 3      | Alajuelense     | Juan Gobán       | 29 de diciembre |            |
| Cartaginés         | 4 - 2      | Curridabat      | Fello Meza       | 29 de diciembre |            |
| Total de goles: 11 |            |                 |                  |                 |            |

| Jornada 33         | Jornada 33 | Jornada 33 | Jornada 33       | Jornada 33 | Jornada 33 |
| Local              | Resultado  | Visitante  | Estadio          | Fecha      |            |
| ------------------ | ---------- | ---------- | ---------------- | ---------- | ---------- |
| Alajuelense        | 0 - 1      | San Carlos | Morera Soto      |            |            |
| Curridabat         | 0 - 6      | Saprissa   | Ricardo Saprissa |            |            |
| Herediano          | 1 - 0      | Limonense  | Rosabal Cordero  |            |            |
| Ramonense          | 1 - 3      | Puntarenas | Guillermo Vargas |            |            |
| Sagrada Familia    | 1 - 0      | Cartaginés | Fello Meza       |            |            |
| Total de goles: 13 |            |            |                  |            |            |

| Jornada 34         | Jornada 34 | Jornada 34      | Jornada 34       | Jornada 34 | Jornada 34 |
| Local              | Resultado  | Visitante       | Estadio          | Fecha      |            |
| ------------------ | ---------- | --------------- | ---------------- | ---------- | ---------- |
| Herediano          | 1 - 3      | Alajuelense     | Rosabal Cordero  |            |            |
| Saprissa           | 1 - 0      | Sagrada Familia | Ricardo Saprissa |            |            |
| Puntarenas         | 2 - 0      | San Carlos      | Lito Pérez       |            |            |
| Limonense          | 1 - 0      | Curridabat      | Juan Gobán       |            |            |
| Cartaginés         | 3 - 1      | Ramonense       | Fello Meza       |            |            |
| Total de goles: 12 |            |                 |                  |            |            |

| Jornada 35         | Jornada 35 | Jornada 35  | Jornada 35       | Jornada 35 | Jornada 35 |
| Local              | Resultado  | Visitante   | Estadio          | Fecha      |            |
| ------------------ | ---------- | ----------- | ---------------- | ---------- | ---------- |
| San Carlos         | 1 - 0      | Cartaginés  | Carlos Ugalde    |            |            |
| Puntarenas         | 4 - 1      | Alajuelense | Lito Pérez       |            |            |
| Curridabat         | 0 - 2      | Herediano   | Colleya Fonseca  |            |            |
| Sagrada Familia    | 0 - 2      | Limonense   | Nacional         |            |            |
| Ramonense          | 0 - 3      | Saprissa    | Ricardo Saprissa |            |            |
| Total de goles: 13 |            |             |                  |            |            |

| Jornada 36         | Jornada 36 | Jornada 36      | Jornada 36       | Jornada 36 | Jornada 36 |
| Local              | Resultado  | Visitante       | Estadio          | Fecha      |            |
| ------------------ | ---------- | --------------- | ---------------- | ---------- | ---------- |
| Saprissa           | 2 - 2      | San Carlos      | Ricardo Saprissa |            |            |
| Herediano          | 1 - 1      | Sagrada Familia | Rosabal Cordero  |            |            |
| Alajuelense        | 4 - 2      | Curridabat      | Morera Soto      |            |            |
| Limonense          | 1 - 2      | Ramonense       | Juan Gobán       |            |            |
| Cartaginés         | 1 - 1      | Puntarenas      | Fello Meza       |            |            |
| Total de goles: 17 |            |                 |                  |            |            |

## Segunda fase

### Clasificación de la pentagonal
| Pos. | Equipo               | Pts. | PJ | G | E | P | GF | GC | Dif. | Notas                     |
| ---- | -------------------- | ---- | -- | - | - | - | -- | -- | ---- | ------------------------- |
| 1    | C. S. Herediano      | 11   | 8  | 4 | 3 | 1 | 9  | 4  | +5   | Clasifica a la gran final |
| 2    | C. S. Cartaginés     | 10   | 8  | 3 | 4 | 1 | 6  | 7  | −1   |                           |
| 3    | Deportivo Saprissa   | 8    | 8  | 3 | 2 | 3 | 8  | 7  | +1   |                           |
| 4    | Municipal Puntarenas | 6    | 8  | 2 | 2 | 4 | 5  | 7  | −2   |                           |
| 5    | L. D. Alajuelense    | 5    | 8  | 1 | 3 | 4 | 6  | 9  | −3   |                           |

 Fuente: La República
Criterios de clasificación: Puntos · Diferencia de goles · Goles a favor

### Resultados
| Primera vuelta    | Primera vuelta | Primera vuelta | Primera vuelta   | Primera vuelta | Primera vuelta |
| Local             | Resultado      | Visitante      | Estadio          | Fecha          |                |
| ----------------- | -------------- | -------------- | ---------------- | -------------- | -------------- |
| Puntarenas        |                | Alajuelense    | Lito Pérez       | 5 de febrero   |                |
| Cartaginés        | 0 - 0          | Herediano      | Fello Meza       | 9 de febrero   |                |
| Alajuelense       |                | Saprissa       | Morera Soto      | 9 de febrero   |                |
| Herediano         | 0 - 0          | Puntarenas     | Rosabal Cordero  | 12 de febrero  |                |
| Saprissa          |                | Cartaginés     | Ricardo Saprissa | 16 de febrero  |                |
| Alajuelense       | 0 - 0          | Herediano      | Morera Soto      | 16 de febrero  |                |
| Puntarenas        |                | Cartaginés     | Lito Pérez       | 19 de febrero  |                |
| Herediano         | 1 - 0          | Saprissa       | Rosabal Cordero  | 22 de febrero  |                |
| Cartaginés        |                | Alajuelense    | Fello Meza       | 22 de febrero  |                |
| Saprissa          |                | Puntarenas     | Ricardo Saprissa | 26 de febrero  |                |
| Total de goles: 9 |                |                |                  |                |                |

| Segunda vuelta     | Segunda vuelta | Segunda vuelta | Segunda vuelta   | Segunda vuelta | Segunda vuelta |
| Local              | Resultado      | Visitante      | Estadio          | Fecha          |                |
| ------------------ | -------------- | -------------- | ---------------- | -------------- | -------------- |
| Herediano          | 4 - 0          | Cartaginés     | Rosabal Cordero  | 2 de marzo     |                |
| Alajuelense        | 1 - 0          | Puntarenas     | Morera Soto      | 2 de marzo     |                |
| Saprissa           | 2 - 2          | Alajuelense    | Ricardo Saprissa | 5 de marzo     |                |
| Cartaginés         | 2 - 1          | Saprissa       | Fello Meza       | 9 de marzo     |                |
| Puntarenas         | 3 - 1          | Herediano      | Lito Pérez       | 9 de marzo     |                |
| Herediano          | 2 - 1          | Alajuelense    | Rosabal Cordero  | 12 de marzo    |                |
| Cartaginés         | 1 - 0          | Puntarenas     | Fello Meza       | 16 de marzo    |                |
| Saprissa           | 0 - 1          | Herediano      | Ricardo Saprissa | 16 de marzo    |                |
| Puntarenas         | 0 - 1          | Saprissa       | Lito Pérez       | 19 de marzo    |                |
| Alajuelense        | 1 - 2          | Cartaginés     | Morera Soto      | 19 de marzo    |                |
| Total de goles: 25 |                |                |                  |                |                |

## Gran final

### Alajuelense vs. Herediano
| Ida; 23 de marzo de 1986, 11:00 | C. S. Herediano    | 1:0 (0:0) | L. D. Alajuelense | Estadio Nacional, San José                                 |                                                            |
|                                 | - Jorge Rivaga 51' | Reporte   |                   | Asistencia: 15 567 espectadores Árbitro(s): Arturo Morales | Asistencia: 15 567 espectadores Árbitro(s): Arturo Morales |

| Vuelta; 26 de marzo de 1986, 20:00 | L. D. Alajuelense | 0:1 (0:0) (Global 0:2) | C. S. Herediano    | Estadio Morera Soto, Alajuela                           |                                                         |
|                                    |                   | Reporte                | - Miguel Lacey 55' | Asistencia: 23 936 espectadores Árbitro(s): Berny Ulloa | Asistencia: 23 936 espectadores Árbitro(s): Berny Ulloa |

#### Final - ida
| -     | POR   | José Alexis Rojas  |                       |
|       | DEF   | Germán Chavarría   |                       |
|       | DEF   | Miguel Lacey       |                       |
|       | DEF   | Mainor Mathis      |                       |
|       | DEF   | Ronald Obando      |                       |
|       | MED   | Marvin Obando      |                       |
|       | MED   | Carlos Camacho     |                       |
|       | MED   | Nilton Nóbrega     |                       |
|       | MED   | Rafael Solano      |                       |
|       | DEL   | Jorge Rivaga       | Salió a los ' minutos |
|       | DEL   | Sivianny Rodríguez |                       |
| D. T. | D. T. | Odir Jacques       |                       |

| -     | POR   | Alejandro González  |                       |
|       | DEF   | Luis Raquel Ledezma | Salió a los ' minutos |
|       | DEF   | Róger Flores        |                       |
|       | DEF   | Rodolfo Mills       |                       |
|       | DEF   | Tomás Segura        |                       |
|       | MED   | Jorge Chévez        |                       |
|       | MED   | Juan Cayasso        |                       |
|       | MED   | Óscar Ramírez       |                       |
|       | MED   | Omar Arroyo         |                       |
|       | DEL   | Jorge Ulate         | Salió a los ' minutos |
|       | DEL   | Jorge Contreras     |                       |
| D. T. | D. T. | Carlos Watson       |                       |

| - | DEL | Claudio Jara  | '                     |
|   | MED | William Mejía | Entró a los ' minutos |

| - | MED | Álvaro Solano  | Entró a los ' minutos |
|   | DEL | Luis Fernández | Entró a los ' minutos |

| 51' | Jorge Rivaga | 1:0 |

| Principal  | Arturo Morales   |
| Asistentes | Guillermo Moya   |
|            | José Luis Vargas |

| -     | POR   | José Alexis Rojas  |                       |
|       | DEF   | Germán Chavarría   |                       |
|       | DEF   | Miguel Lacey       |                       |
|       | DEF   | Mainor Mathis      |                       |
|       | DEF   | Ronald Obando      |                       |
|       | MED   | Marvin Obando      |                       |
|       | MED   | Carlos Camacho     |                       |
|       | MED   | Nilton Nóbrega     |                       |
|       | MED   | Rafael Solano      |                       |
|       | DEL   | Jorge Rivaga       | Salió a los ' minutos |
|       | DEL   | Sivianny Rodríguez |                       |
| D. T. | D. T. | Odir Jacques       |                       |

| -     | POR   | Alejandro González  |                       |
|       | DEF   | Luis Raquel Ledezma | Salió a los ' minutos |
|       | DEF   | Róger Flores        |                       |
|       | DEF   | Rodolfo Mills       |                       |
|       | DEF   | Tomás Segura        |                       |
|       | MED   | Jorge Chévez        |                       |
|       | MED   | Juan Cayasso        |                       |
|       | MED   | Óscar Ramírez       |                       |
|       | MED   | Omar Arroyo         |                       |
|       | DEL   | Jorge Ulate         | Salió a los ' minutos |
|       | DEL   | Jorge Contreras     |                       |
| D. T. | D. T. | Carlos Watson       |                       |

| - | DEL | Claudio Jara  | '                     |
|   | MED | William Mejía | Entró a los ' minutos |

| - | MED | Álvaro Solano  | Entró a los ' minutos |
|   | DEL | Luis Fernández | Entró a los ' minutos |

| 51' | Jorge Rivaga | 1:0 |

| Principal  | Arturo Morales   |
| Asistentes | Guillermo Moya   |
|            | José Luis Vargas |

| -     | POR   | José Alexis Rojas  |                       |
|       | DEF   | Germán Chavarría   |                       |
|       | DEF   | Miguel Lacey       |                       |
|       | DEF   | Mainor Mathis      |                       |
|       | DEF   | Ronald Obando      |                       |
|       | MED   | Marvin Obando      |                       |
|       | MED   | Carlos Camacho     |                       |
|       | MED   | Nilton Nóbrega     |                       |
|       | MED   | Rafael Solano      |                       |
|       | DEL   | Jorge Rivaga       | Salió a los ' minutos |
|       | DEL   | Sivianny Rodríguez |                       |
| D. T. | D. T. | Odir Jacques       |                       |

| -     | POR   | Alejandro González  |                       |
|       | DEF   | Luis Raquel Ledezma | Salió a los ' minutos |
|       | DEF   | Róger Flores        |                       |
|       | DEF   | Rodolfo Mills       |                       |
|       | DEF   | Tomás Segura        |                       |
|       | MED   | Jorge Chévez        |                       |
|       | MED   | Juan Cayasso        |                       |
|       | MED   | Óscar Ramírez       |                       |
|       | MED   | Omar Arroyo         |                       |
|       | DEL   | Jorge Ulate         | Salió a los ' minutos |
|       | DEL   | Jorge Contreras     |                       |
| D. T. | D. T. | Carlos Watson       |                       |

| - | DEL | Claudio Jara  | '                     |
|   | MED | William Mejía | Entró a los ' minutos |

| - | MED | Álvaro Solano  | Entró a los ' minutos |
|   | DEL | Luis Fernández | Entró a los ' minutos |

| 51' | Jorge Rivaga | 1:0 |

| Principal  | Arturo Morales   |
| Asistentes | Guillermo Moya   |
|            | José Luis Vargas |

| -     | POR   | José Alexis Rojas  |                       |
|       | DEF   | Germán Chavarría   |                       |
|       | DEF   | Miguel Lacey       |                       |
|       | DEF   | Mainor Mathis      |                       |
|       | DEF   | Ronald Obando      |                       |
|       | MED   | Marvin Obando      |                       |
|       | MED   | Carlos Camacho     |                       |
|       | MED   | Nilton Nóbrega     |                       |
|       | MED   | Rafael Solano      |                       |
|       | DEL   | Jorge Rivaga       | Salió a los ' minutos |
|       | DEL   | Sivianny Rodríguez |                       |
| D. T. | D. T. | Odir Jacques       |                       |

| -     | POR   | Alejandro González  |                       |
|       | DEF   | Luis Raquel Ledezma | Salió a los ' minutos |
|       | DEF   | Róger Flores        |                       |
|       | DEF   | Rodolfo Mills       |                       |
|       | DEF   | Tomás Segura        |                       |
|       | MED   | Jorge Chévez        |                       |
|       | MED   | Juan Cayasso        |                       |
|       | MED   | Óscar Ramírez       |                       |
|       | MED   | Omar Arroyo         |                       |
|       | DEL   | Jorge Ulate         | Salió a los ' minutos |
|       | DEL   | Jorge Contreras     |                       |
| D. T. | D. T. | Carlos Watson       |                       |

| - | DEL | Claudio Jara  | '                     |
|   | MED | William Mejía | Entró a los ' minutos |

| - | MED | Álvaro Solano  | Entró a los ' minutos |
|   | DEL | Luis Fernández | Entró a los ' minutos |

| 51' | Jorge Rivaga | 1:0 |

| Principal  | Arturo Morales   |
| Asistentes | Guillermo Moya   |
|            | José Luis Vargas |

#### Final - vuelta
| -     | POR   | Alejandro González |                       |
|       | DEF   | Juan Cayasso       |                       |
|       | DEF   | Róger Flores       |                       |
|       | DEF   | Rodolfo Mills      | Salió a los ' minutos |
|       | DEF   | Tomás Segura       |                       |
|       | MED   | Álvaro Solano      |                       |
|       | MED   | Óscar Ramírez      |                       |
|       | MED   | Jorge Chévez       | Salió a los ' minutos |
|       | MED   | Jorge Contreras    | Salió a los ' minutos |
|       | DEL   | Omar Arroyo        |                       |
|       | DEL   | Luis Fernández     |                       |
| D. T. | D. T. | Carlos Watson      |                       |

| -     | POR   | José Alexis Rojas  |                       |
|       | DEF   | Germán Chavarría   |                       |
|       | DEF   | Miguel Lacey       |                       |
|       | DEF   | Mainor Mathis      |                       |
|       | DEF   | Marvin Obando      |                       |
|       | MED   | Carlos Camacho     |                       |
|       | MED   | Nilton Nóbrega     |                       |
|       | MED   | Ronald Marín       |                       |
|       | MED   | Rafael Solano      | Salió a los ' minutos |
|       | DEL   | Jorge Rivaga       | Salió a los ' minutos |
|       | DEL   | Sivianny Rodríguez | Salió a los ' minutos |
| D. T. | D. T. | Odir Jacques       |                       |

| - | DEF | Luis Raquel Ledezma | Entró a los ' minutos |
|   | DEL | Franklin Williams   | Entró a los ' minutos |
|   | DEL | Jorge Ulate         | Entró a los ' minutos |

| - | MED | William Mejía | Entró a los ' minutos |
|   | DEL | Claudio Jara  | Entró a los ' minutos |
|   | DEL | Álvaro Castro | Entró a los ' minutos |

| 55' | Miguel Lacey | 0:1 |

| Principal  | Berny Ulloa    |
| Asistentes | Arnoldo Díaz   |
|            | Carlos Sánchez |

| -     | POR   | Alejandro González |                       |
|       | DEF   | Juan Cayasso       |                       |
|       | DEF   | Róger Flores       |                       |
|       | DEF   | Rodolfo Mills      | Salió a los ' minutos |
|       | DEF   | Tomás Segura       |                       |
|       | MED   | Álvaro Solano      |                       |
|       | MED   | Óscar Ramírez      |                       |
|       | MED   | Jorge Chévez       | Salió a los ' minutos |
|       | MED   | Jorge Contreras    | Salió a los ' minutos |
|       | DEL   | Omar Arroyo        |                       |
|       | DEL   | Luis Fernández     |                       |
| D. T. | D. T. | Carlos Watson      |                       |

| -     | POR   | José Alexis Rojas  |                       |
|       | DEF   | Germán Chavarría   |                       |
|       | DEF   | Miguel Lacey       |                       |
|       | DEF   | Mainor Mathis      |                       |
|       | DEF   | Marvin Obando      |                       |
|       | MED   | Carlos Camacho     |                       |
|       | MED   | Nilton Nóbrega     |                       |
|       | MED   | Ronald Marín       |                       |
|       | MED   | Rafael Solano      | Salió a los ' minutos |
|       | DEL   | Jorge Rivaga       | Salió a los ' minutos |
|       | DEL   | Sivianny Rodríguez | Salió a los ' minutos |
| D. T. | D. T. | Odir Jacques       |                       |

| - | DEF | Luis Raquel Ledezma | Entró a los ' minutos |
|   | DEL | Franklin Williams   | Entró a los ' minutos |
|   | DEL | Jorge Ulate         | Entró a los ' minutos |

| - | MED | William Mejía | Entró a los ' minutos |
|   | DEL | Claudio Jara  | Entró a los ' minutos |
|   | DEL | Álvaro Castro | Entró a los ' minutos |

| 55' | Miguel Lacey | 0:1 |

| Principal  | Berny Ulloa    |
| Asistentes | Arnoldo Díaz   |
|            | Carlos Sánchez |

| -     | POR   | Alejandro González |                       |
|       | DEF   | Juan Cayasso       |                       |
|       | DEF   | Róger Flores       |                       |
|       | DEF   | Rodolfo Mills      | Salió a los ' minutos |
|       | DEF   | Tomás Segura       |                       |
|       | MED   | Álvaro Solano      |                       |
|       | MED   | Óscar Ramírez      |                       |
|       | MED   | Jorge Chévez       | Salió a los ' minutos |
|       | MED   | Jorge Contreras    | Salió a los ' minutos |
|       | DEL   | Omar Arroyo        |                       |
|       | DEL   | Luis Fernández     |                       |
| D. T. | D. T. | Carlos Watson      |                       |

| -     | POR   | José Alexis Rojas  |                       |
|       | DEF   | Germán Chavarría   |                       |
|       | DEF   | Miguel Lacey       |                       |
|       | DEF   | Mainor Mathis      |                       |
|       | DEF   | Marvin Obando      |                       |
|       | MED   | Carlos Camacho     |                       |
|       | MED   | Nilton Nóbrega     |                       |
|       | MED   | Ronald Marín       |                       |
|       | MED   | Rafael Solano      | Salió a los ' minutos |
|       | DEL   | Jorge Rivaga       | Salió a los ' minutos |
|       | DEL   | Sivianny Rodríguez | Salió a los ' minutos |
| D. T. | D. T. | Odir Jacques       |                       |

| - | DEF | Luis Raquel Ledezma | Entró a los ' minutos |
|   | DEL | Franklin Williams   | Entró a los ' minutos |
|   | DEL | Jorge Ulate         | Entró a los ' minutos |

| - | MED | William Mejía | Entró a los ' minutos |
|   | DEL | Claudio Jara  | Entró a los ' minutos |
|   | DEL | Álvaro Castro | Entró a los ' minutos |

| 55' | Miguel Lacey | 0:1 |

| Principal  | Berny Ulloa    |
| Asistentes | Arnoldo Díaz   |
|            | Carlos Sánchez |

| -     | POR   | Alejandro González |                       |
|       | DEF   | Juan Cayasso       |                       |
|       | DEF   | Róger Flores       |                       |
|       | DEF   | Rodolfo Mills      | Salió a los ' minutos |
|       | DEF   | Tomás Segura       |                       |
|       | MED   | Álvaro Solano      |                       |
|       | MED   | Óscar Ramírez      |                       |
|       | MED   | Jorge Chévez       | Salió a los ' minutos |
|       | MED   | Jorge Contreras    | Salió a los ' minutos |
|       | DEL   | Omar Arroyo        |                       |
|       | DEL   | Luis Fernández     |                       |
| D. T. | D. T. | Carlos Watson      |                       |

| -     | POR   | José Alexis Rojas  |                       |
|       | DEF   | Germán Chavarría   |                       |
|       | DEF   | Miguel Lacey       |                       |
|       | DEF   | Mainor Mathis      |                       |
|       | DEF   | Marvin Obando      |                       |
|       | MED   | Carlos Camacho     |                       |
|       | MED   | Nilton Nóbrega     |                       |
|       | MED   | Ronald Marín       |                       |
|       | MED   | Rafael Solano      | Salió a los ' minutos |
|       | DEL   | Jorge Rivaga       | Salió a los ' minutos |
|       | DEL   | Sivianny Rodríguez | Salió a los ' minutos |
| D. T. | D. T. | Odir Jacques       |                       |

| - | DEF | Luis Raquel Ledezma | Entró a los ' minutos |
|   | DEL | Franklin Williams   | Entró a los ' minutos |
|   | DEL | Jorge Ulate         | Entró a los ' minutos |

| - | MED | William Mejía | Entró a los ' minutos |
|   | DEL | Claudio Jara  | Entró a los ' minutos |
|   | DEL | Álvaro Castro | Entró a los ' minutos |

| 55' | Miguel Lacey | 0:1 |

| Principal  | Berny Ulloa    |
| Asistentes | Arnoldo Díaz   |
|            | Carlos Sánchez |

|                                     |
|                                     |
| Campeón C. S. Herediano 19.º título |

## Estadísticas

### Tabla de goleadores
Lista con los máximos anotadores de la temporada.
| Pos. | Jugador           | Equipo      | Goles |
| ---- | ----------------- | ----------- | ----- |
| 1.º  | Jorge Ulate       | Alajuelense | 23    |
| 2.º  | Evaristo Coronado | Saprissa    | 20    |
| 3.º  | Guillermo Guardia | Saprissa    | 15    |
| 4.º  | Jorge Rivaga      | Herediano   | 12    |
| 5.º  | Johnny Alvarado   | Puntarenas  | 11    |
| 6.º  | Omar Arroyo       | Alajuelense | 10    |
| =    | Leonidas Flores   | Puntarenas  | 10    |